# Wendell Gee
Wendell Gee è un brano del gruppo musicale statunitense R.E.M. La canzone è il terzo singolo estratto dal terzo album della band Fables of the Reconstruction (1985).

## Tracce
(7")
1. "Wendell Gee" - 3:02
2. "Crazy" (Pylon) - 3:05

(7" Double Pack and 12" - Holland)
1. "Wendell Gee" - 3:02
2. "Crazy" (Pylon) - 3:05
3. "Ages of You" - 3:44
4. "Burning Down" - 4:13

(12" - UK)
1. "Wendell Gee" - 3:02
2. "Crazy" (Pylon) - 3:05
3. "Driver 8" (live)1 - 3:30